# Орден Печатки Соломона

Орден Печатки Соломона

Орден Печатки Соломона — ефіопський династичний орден, який до створення ордену Соломона був найвищою нагородою Ефіопської імперії, а потім посів друге місце у імперській системі нагород.

## Історія
Орден печатки Соломона був створений як лицарський орден в 1874 році імператором Іоаном IV Ефіопським для вшанування пам'яті Соломонової династії та нагородження тих людей, які відзначилися надзвичайними заслугами на користь Ефіопської імперії.
Династія Соломонів, колишній імператорський дім Ефіопії, стверджувала, що походить від царя Соломона та цариці Савської як предків імператора Менеліка I, внаслідок візиту царя Соломона до Єрусалиму. Тому Орден зображував печатку засновника Династії.
Спочатку орден мів шість класів. Пізніше найвищий з них став незалежним орденом після реформи, проведеної імператором Хайле Селассі в 1930 році, під назвою орден Соломона. В новій системі Орден Печатки Соломона посів друге місце.
Після падіння Імперії, у 1974 році стає династичним орденом. Коронна Рада Ефіопії під головуванням Верховного Правителя Принца Ерміаса Сале Селасси тепер має повноваження призначати цю нагороду шляхом призначення Престолонаступника Верховної Православної Церкви Якоба Амхі Селассі.